# Apple Watch (prima generazione)
L'Apple Watch di prima generazione (pubblicizzato come WATCH) è uno smartwatch prodotto dalla Apple Inc. È stato presentato durante il Keynote del 9 settembre 2014, tenutosi presso il Flint Center a San Francisco. Noto anche come "Apple Watch Series 0".

## Modelli

### Apple Watch
L'Apple Watch è il modello base; il modello classico di questa prima generazione. È formato da una cassa in acciaio inossidabile, disponibile anche in colorazione nero siderale. È venduto con i cinturini Classic (azzurro mare, cuoio, blu notte, nero, rosso), Modern (blu notte, nero), Loop in pelle (grigio fumo, blu notte), Loop in maglia milanese (argento, nero siderale) e bracciale a maglie (argento, nero siderale).

### Apple Watch Sport
L'Apple Watch Sport presenta una cassa in alluminio con 4 colorazioni: argento, oro, oro rosa e grigio siderale. È venduto con i cinturini Sport, nelle colorazioni rosa sabbia, blu oceano, cacao, grigio cemento, bianco, blu notte, giallo, menta, cinturino nero con borchia in acciaio nero siderale, rosso. La versione con cassa da 42 mm ha in aggiunta le colorazioni rosa confetto e turchese, non avendo la colorazione menta.
Successivamente sono stati pubblicati i nuovi cinturini in nylon intrecciato, nelle seguenti colorazioni: rosa confetto/blu notte, giallo/grigio chiaro, arancione siderale/antracite, caffè/caramello, perla, blu navy/azzurro tahoe, nero. La versione da 42 mm ha in aggiunta le colorazioni rosa, blu reale e scuba blue.
I prezzi variano da 339 euro per la cassa da 38 mm a 369 euro per quella da 42 mm.

### Apple Watch Edition
L'Apple Watch Edition era disponibile in oro da 18 carati nelle colorazioni giallo o rosa. Il vetro è in cristallo di zaffiro, con il retro in ceramica. La corona digitale si abbina al cinturino col quale l'orologio è venduto.
I prezzi variavano tra 11.200 euro (cassa da 38 mm con cinturino Sport) a 18.400 euro (cassa da 42 mm con cinturino Modern).

### Apple Watch Hermès
Questo Apple Watch è uno smartwatch prodotto in collaborazione con la marca di lusso Hermès.